# Ecorregión marina islas Orcadas del Sur
La ecorregión marina islas Orcadas del Sur (en  inglés South Orkney Islands) (221) es una georregión ecológica situada en aguas marinas próximas a la Antártida. Se la incluye en la provincia marina mar de Scotia de la ecozona oceánica océano Austral (en inglés Southern Ocean).
Esta ecorregión se distribuye en las aguas y costas que rodean a las subantárticas islas Orcadas del Sur, en el océano Antártico.